# نيك موس
نيك موس (بالإنجليزية: Nick Moss)‏ هو كاتب أغاني ومنتج أسطوانات وموسيقي ومغني أمريكي، ولد في 15 ديسمبر 1969 في شيكاغو في الولايات المتحدة.

## وصلات خارجية
- الموقع الرسمي